# Łyszczynka

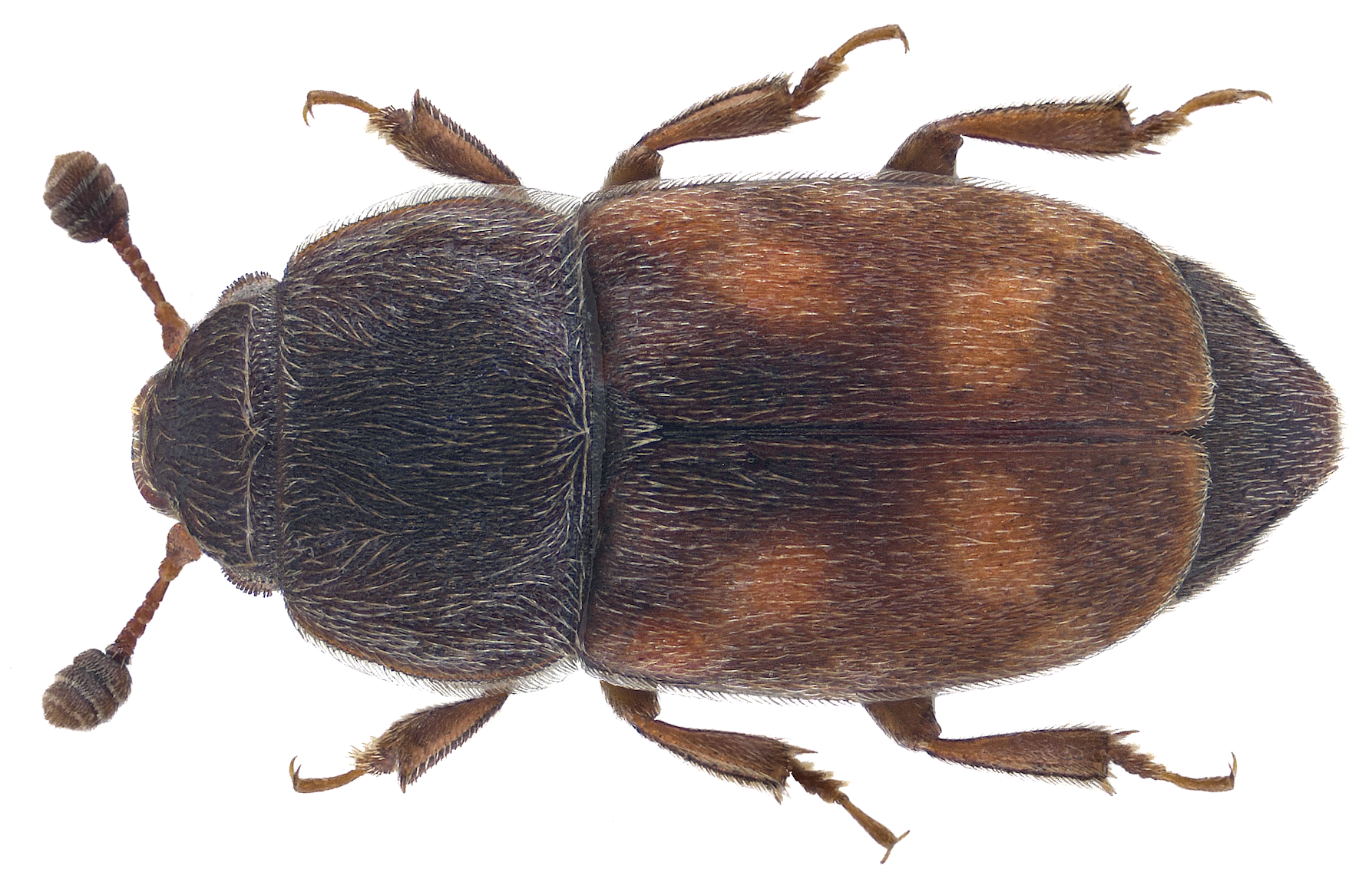
Nitidula carnaria

Łyszczynka (Nitidula) – rodzaj chrząszczy z rodziny łyszczynkowatych i podrodziny Nitidulinae.

## Morfologia
Chrząszcze o ciele podługowato-owalnym w zarysie, słabo wysklepionym, porośniętym krótkim owłosieniem. Punktowanie oskórka jest bezładne. Czułki wieńczy buławka zbudowana z trzech nieszczególnie ściśle przylegających do siebie członów. Na zewnętrznych krawędziach przedplecza i pokryw obecne jest orzęsienie, niekiedy trudno dostrzegalne. Powierzchnia pokryw jest nieregularnie punktowana i pozbawiona żeberek. Przedpiersie cechuje się wyrostkiem międzybiodrowym wyraźnie rozszerzonym w wierzchołkowej części. Odnóża pary przedniej i środkowej u samców odznaczają się szerszymi niż u samic goleniami. Zewnętrzno-wierzchołkowy kąt goleni przedniej pary wyposażony jest w dwa niewielkie, równych rozmiarów kolce.

## Ekologia i występowanie
Owady te są zoosaprofagami. Zarówno larwy, jak i postacie dorosłe żerują na padlinie, zwłaszcza znajdującej się późnym stadium rozkładu, a także na podeschniętych kościach i suchych skórach. Osobniki dorosłe niektórych gatunków wiosną odwiedzają ponadto kwiaty krzewów i drzew.
Rodzimy zasięg rodzaju obejmuje krainę palearktyczną i nearktyczną Amerykę Północną, jednak N. carnaria zawleczony został także do południowej części krainy neotropikalnej.

## Taksonomia
Do rodzaju tego zalicza się 21 opisanych gatunków:
- †Nitidula aemula Heer, 1862
- †Nitidula ancora Heer, 1862
- Nitidula antarctica White, 1846
- Nitidula bipunctata (Linnaeus, 1758) – łyszczynka dwupunktowa
- Nitidula buprestoides Weber, 1801
- Nitidula carnaria (Schaller, 1783)
- Nitidula eremita Audisio, 1990
- Nitidula flavomaculata Rossi, 1790
- Nitidula fusula Gebler, 1833
- Nitidula lateralis White, 1846
- †Nitidula maculigera Heer, 1862
- Nitidula maculosa Fairmaire, 1866
- †Nitidula melanaria Heer, 1847
- Nitidula nigra Schaeffer, 1911
- Nitidula obenbergeri Lasoń, Hájek et Jelínek, 2021
- †Nitidula pallida Heer, 1862
- †Nitidula prior Scudder, 1900
- †Nitidula radobojana Heer, 1847
- †Nitidula robusta Meunier, 1922
- Nitidula rufipes (Linnaeus, 1767)
- Nitidula ziczac Say, 1825

W zapisie kopalnym znany jest od eocenu.